# Innengesellschaft
Die Innengesellschaft ist eine Gesellschaft, die nach außen nicht als solche hervortritt.
Das bedeutet, dass die Gesellschaft nach außen hin nicht als solche verpflichtet wird, da nur jeweils einer der Gesellschafter im eigenen Namen, also nicht im Namen der Gesellschaft nach außen auftritt. Es findet keine Vertretung der Innengesellschaft nach außen statt.  Nur diese Person wird dann gegenüber dem Dritten verpflichtet, vgl. § 64 Abs. 3 AO. Soweit diese Person ihre Geschäftsführungsbefugnis für die Gesellschaft ausgeübt hat, besitzt sie einen Rückgriffsanspruch gegen die anderen Gesellschafter nach den Grundsätzen des Auftragsrechts.

## Steuerliche Folge
Tritt die Gesellschaft nicht nach außen auf, so ist sie keine Außengesellschaft und für Betriebssteuern irrelevant. Steuerschuldner ist nicht die Gesellschaft, sondern der nach außen handelnde Unternehmer. Es gibt damit auch keine Haftung für die Innengesellschaft.

## Einsatzbereiche
Relevante Innengesellschaften sind die Innen-Arbeitsgemeinschaft sowie alle verdeckten Gesellschaften, die nicht offen auftreten wollen. Häufig bilden Konsortien Innengesellschaften, da sie nach außen nicht in Erscheinung treten wollen. Dies hat strategische als auch operative Gründe.
Die Gesellschafter gedenken aus strategischen Gründen, ihre finanzielle Potenz, die Zielsetzung und anderes zu verbergen, um einen effektiven Geschäftsverlauf zu ermöglichen. Beispielsweise kann durch die Geheimhaltung der Gesellschafternamen das Kartellrecht umgangen werden, da der Einfluss der Gesellschafter verborgen bleibt. Auch können Wettbewerber bei Unternehmensübernahmen und Umstrukturierungen gehindert werden, die Verhandlungen zu stören beziehungsweise das Preisniveau zu manipulieren.
Auf operativer Ebene können Innengesellschaften günstig und zügig gegründet werden. Dies in Abweichung zu rechtsfähigen Kapitalgesellschaften (etwa GmbH, AG, Kommanditgesellschaft auf Aktien – KGaA), die einen aufwendigen Gründungsprozess zu durchlaufen haben. Die rechtliche Außenwirkung ist eindeutig und klar, so dass auch keine aufwendigen Vertragswerke über die Geschäftsführungsbefugnisse mit der entsprechenden rechtlichen Unklarheit nach außen konzipiert werden müssen.

## Gesellschaftsdauer
Zumeist liegt Innengesellschaften kein dauerhafter Gesellschaftszweck zugrunde. Eher sind sie temporärer Natur und werden mit dem Erreichen des Gesellschaftszwecks wieder aufgelöst oder sind vertraglich nur für eine (nicht nach außen sichtbare) Zeitspanne existent. Das ist bei stillen Gesellschaften beispielsweise anders.